# Merzhausen
Merzhausen település Németországban, azon belül Baden-Württembergben. Lakosainak száma 5644 fő (2023. december 31.).

## Népesség
A település népessége az elmúlt években az alábbi módon változott:
| Lakosok száma | 2273 | 2760 | 3382 | 4404 | 4133 | 4650 | 4550 | 4665 | 4990 | 5644 |
|               | 1961 | 1967 | 1974 | 1980 | 1987 | 1993 | 2000 | 2006 | 2013 | 2023 |